# HD 69830
HD 69830 è una stella nana arancione situata a 41 anni luce dalla Terra nella costellazione della Poppa. Poiché ha massa, raggio e luminosità minori di quelli del Sole, un pianeta, per avere condizioni adatte ad ospitare la vita, dovrebbe orbitare a 0,75 UA dalla stella. La stella più vicina ad HD 69830 è la nana rossa L 675-81, distante circa 8,5 anni luce.
Nel 2005 è stata scoperta dal telescopio spaziale Spitzer la presenza attorno all'astro di una fascia degli asteroidi. L'anno seguente la stella fece nuovamente parlare di sé con la scoperta di tre pianeti di massa paragonabile a Nettuno.

## Osservazione
Si tratta di una stella situata nell'emisfero celeste australe; grazie alla sua posizione non fortemente australe, può essere osservata dalla gran parte delle regioni della Terra, sebbene gli osservatori dell'emisfero sud siano più avvantaggiati. Nei pressi dell'Antartide appare circumpolare, mentre resta sempre invisibile solo in prossimità del circolo polare artico. La sua magnitudine pari a +5,95 la pone al limite della visibilità ad occhio nudo.
Il periodo migliore per la sua osservazione nel cielo serale ricade nei mesi compresi fra dicembre e maggio; da entrambi gli emisferi il periodo di visibilità rimane indicativamente lo stesso, grazie alla posizione della stella non lontana dall'equatore celeste.

## Caratteristiche fisiche
La stella è una nana arancione di classe spettrale K0 V, leggermente più piccola del Sole. Possiede infatti una massa pari a circa l'86% di quella solare e un diametro pari all'89% del diametro solare. La sua luminosità tuttavia è il 60% di quella solare. È inoltre più vecchia del Sole con un'età stimata in 7 miliardi di anni e una metallicità pari all'89% di quella solare.
Possiede una magnitudine assoluta di 5,45 e la sua velocità radiale positiva indica che la stella si sta allontanando dal sistema solare.

## Sistema planetario

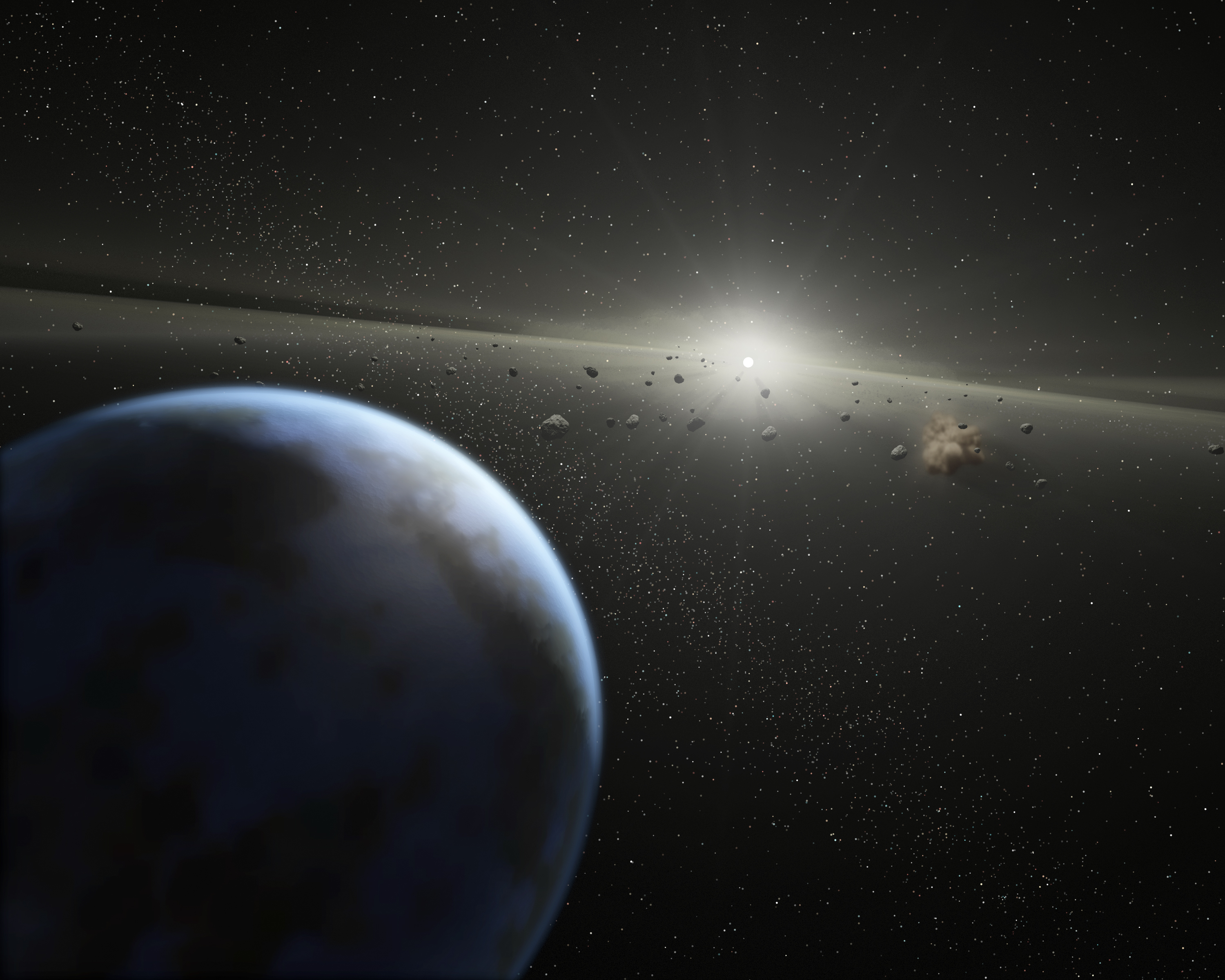
Rappresentazione artistica che mostra la cintura asteroidale e il pianeta d.

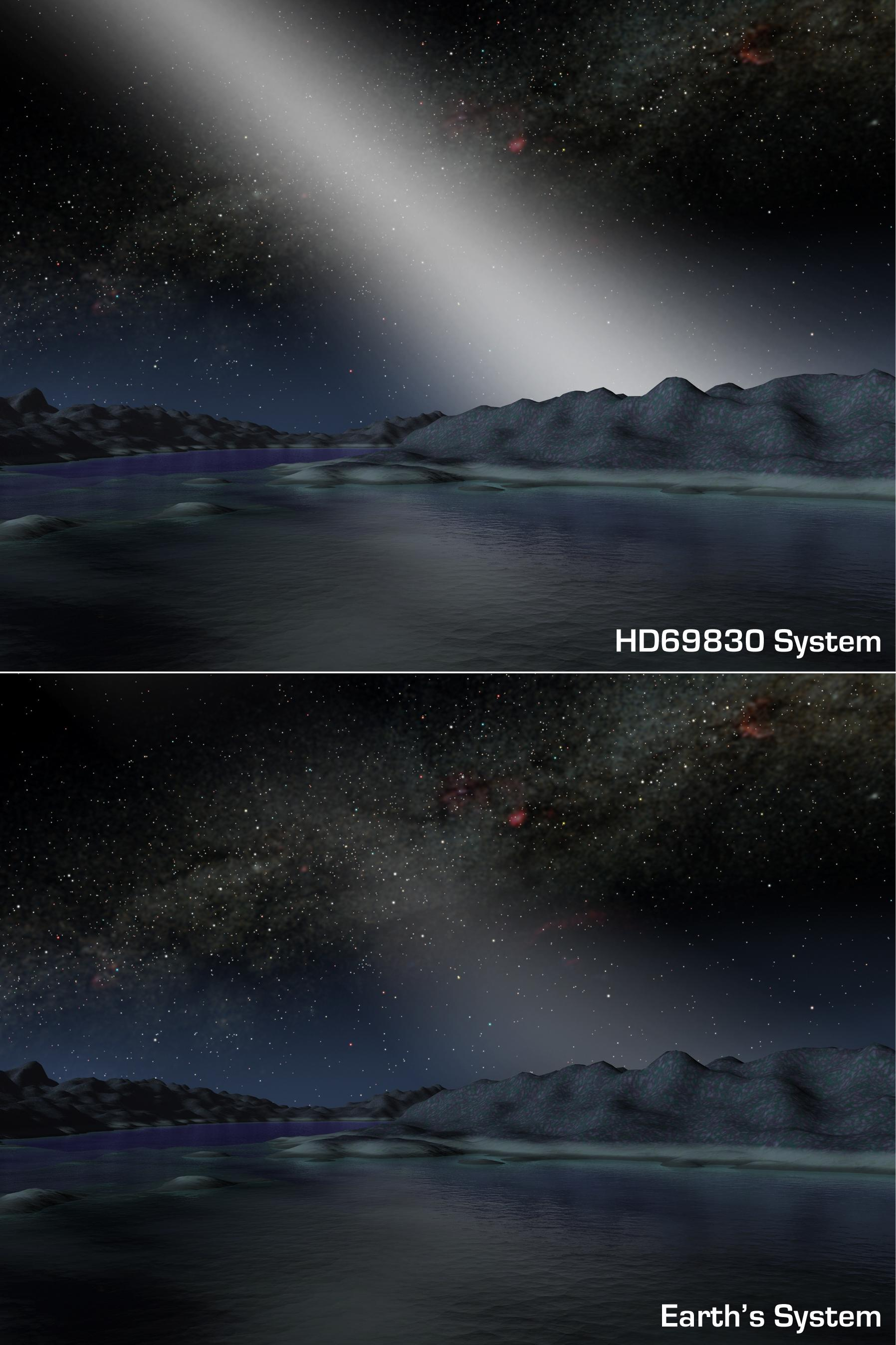
Paragone tra il cielo notturno visto dalla Terra e quello di un ipotetico pianeta terrestre in orbita attorno a HD 69830. Da notare la forte luce zodiacale del sistema extrasolare.

HD 69830 è il primo sistema planetario extrasolare attorno ad una stella simile al Sole in cui non sono stati rintracciati pianeti di massa paragonabile a Giove o a Saturno; non è da escludere però la presenza di qualche pianeta gioviano a distanze maggiori dalla stella.
Secondo uno studio del 2015 la zona abitabile di HD 69830 è compresa tra 0,61 e 1,44, mentre la frost line è situata a 1,95 UA dalla stella.
Il pianeta più esterno scoperto sembra trovarsi all'interno della zona abitabile del sistema, seppur nei pressi del suo limite interno, in cui è possibile la presenza stabile di acqua liquida. I pianeti hanno masse rispettivamente 10, 12 e 18 volte quella terrestre e periodi orbitali rispettivamente di 9, 32 e 197 giorni. 
I pianeti sono stati scoperti tramite lo spettrografo HARPS montato sul telescopio da 3,6 m dell'osservatorio ESO di La Silla, situato nel deserto di Atacama in Cile.

### Presenza di una cintura asteroidale
Il Telescopio spaziale Spitzer ha individuato delle polveri nel sistema di HD 69830, il che faceva presupporre la presenza di una cintura asteroidale circa 20 volte più massiccia di quella del Sistema solare.
Secondo le prime analisi, la cintura si troverebbe ad una distanza dalla stella pari a quella che separa il Sole da Venere nel nostro Sistema solare, il che la collocherebbe tra le orbite del secondo e del terzo pianeta. La cintura avrebbe una massa così grande che il cielo notturno, osservato da un pianeta vicino, sarebbe illuminato da una luce zodiacale mille volte più forte di quella vista sulla Terra che offuscherebbe facilmente quella della Via Lattea.
Le analisi spettroscopiche dello spettro della cintura hanno rivelato che è costituita da materia altamente raffinata. Gli astronomi hanno ipotizzato che possa essere il risultato della distruzione di un asteroide di tipo P o D di almeno 30 km di raggio contenente grandi quantità di granuli di ghiaccio che, trovandosi a brevi distanze dalla stella, sublimano.
Gli ultimi studi mostrano che la cintura si trova oltre l'orbita del pianeta più lontano, all'incirca ad una unità astronomica dalla stella. Questa regione ha una risonanza orbitale di 2:1 e 5:2 con HD 69830 d.

### Prospetto del sistema

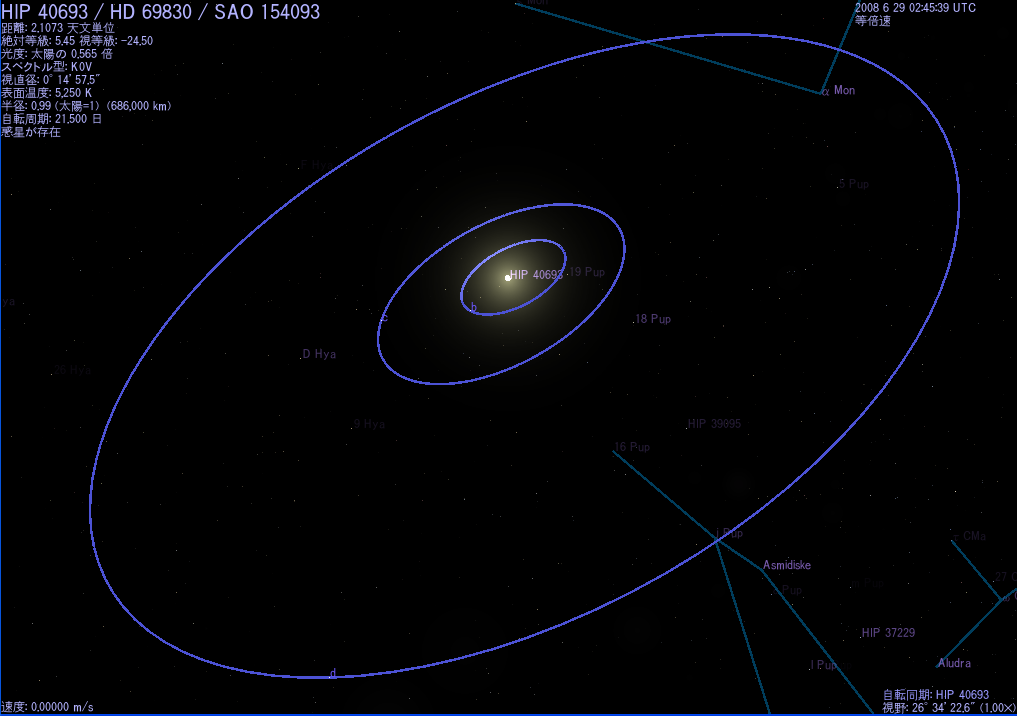
Il sistema di HD 69830 come è simulato in Celestia.

Segue un prospetto sui principali componenti del sistema planetario.
| Pianeta             | Massa     | Periodo orb.         | Sem. maggiore  | Eccentricità | Scoperta |
| ------------------- | --------- | -------------------- | -------------- | ------------ | -------- |
| HD 69830 b          | ≥10,48 M⊕ | 8,667 ± 0,003 giorni | 0,0785 UA      | 0,1 ± 0,04   | 2006     |
| HD 69830 c          | ≥12,07 M⊕ | 31,56 ± 0,04 giorni  | 0,186 UA       | 0,13 ± 0,06  | 2006     |
| HD 69830 d          | ≥18,43 M⊕ | 197 ± 3 giorni       | 0,63 UA        | 0,07 ± 0,07  | 2006     |
| Cintura asteroidale | —         | —                    | 0,93 - 1,16 UA | —            | 2005     |

## HD 69830 nella cultura di massa
Nel "bestiario" incluso nell'edizione speciale del videogioco Halo 3, HD 69830 è considerato la patria dei Jackal, che dicono di provenire dalla luna del terzo pianeta, al limite della fascia degli asteroidi.